# Petrivske, Starobilsk
Petrivske (în ucraineană Петрівське) este un sat în comuna Vesele din raionul Starobilsk, regiunea Luhansk, Ucraina.

## Demografie
Componența lingvistică a localității Petrivske
     Ucraineană (94,57%)
     Rusă (5,43%)
Conform recensământului din 2001, majoritatea populației localității Petrivske era vorbitoare de ucraineană (94,57%), existând în minoritate și vorbitori de rusă (5,43%).